# YF-130
YF-130，即“500吨级液氧煤油发动机”，是中国航天科技集团六院研制中的一型液體火箭發動機，该发动机基于YF-100的分级燃烧循环技术，采用双喷管设计，理论推力达到500吨级，是全世界目前推力最大的双燃烧室火箭发动机。该机原计划将用於長征九號系列火箭的助推器及芯一級主发动机。目前首台工程样机已组装完成，等待进一步的改进测试。

## 历史
- 2019年3月24日，中国航天科技集团有限公司宣布长征九号火箭500吨级液氧煤油发动机燃气发生器-涡轮泵联动试验取得圆满成功[5]。

- 2020年3月5日，中国航天科工集团公布[6][7]：航天六院自主研制的500吨级液氧煤油火箭发动机全工况半系统试车取得了圆满成功，这标志着中国在500吨级液氧煤油火箭发动机领域取得了重大的技术突破，为未来长征9号超重型运载火箭征服更远的深空打下了坚实基础，该发动机是迄今为止世界范围内推力最大的双管推力室发动机[8]。

- 2021年3月5日，500噸級液氧煤油火箭發动机，全工況半系統試車取得成功。此次試驗為引擎除推力裝置外，組件配套完整的系統試車，也是該型引擎首次全工況試車。試車啟動、轉級、變工況與關機過程工作平穩，驗證了引擎設計、製造和試驗方案，為下一步進行引擎整機試車等研製工作奠定基礎。[9][7][6][8]

- 2022年11月5日，500吨级补燃循环液氧煤油发动机首次整机试车圆满成功。[10]